# Plagiotremus rhinorhynchos
Plagiotremus rhinorhynchos (Bleeker, 1852) è un piccolo pesce d'acqua salata appartenente alla famiglia Blenniidae.

## Distribuzione e habitat
Questo pesce è diffuso nel Mar Rosso e nell'Indo-Pacifico, associato alle barriere coralline e alle lagune degli atolli. Una volta diffuso alle Hawaii, oggi rimpiazzato da una specie simile.

## Descrizione
Il corpo è allungato, siluriforme, la testa presenta occhi grandi e bocca rivolta verso il basso. La pinna dorsale è lunga: inizia poco dopo la testa e termina al peduncolo caudale. L'anale è più corta. Le pettorali sono ovaloidi, le ventrali sottili. La livrea giovanile è simile a quella del pesce pulitore Labroides dimidiatus, nera e azzurra. Gli adulti presentano invece una colorazione di fondo variabile, dal giallo, al rosso, al bruno fino al nero, interrotta lungo i fianchi da due linee verticali blu-azzurre (talvolta bianche) orlate di nero, che partono dal muso, attraverso l'occhio e terminano al peduncolo caudale. Il ventre è biancastro, le pinne seguono la colorazione di fondo.
Alcuni studi hanno confermato che questa specie può scurire o schiarire la livrea a seconda della situazione: se è in cerca di prede, tende ad assumere un colorazione simile a quella dei labridi pulitori, mentre assume colori più mimetici quando si nasconde tra le rocce o tra banchi di pesci in attesa di una preda.

## Riproduzione
La fecondazione è esterna: le uova sono abissali e adesive.

## Alimentazione
Questa specie sfrutta la somiglianza ad alcuni labridi pulitori per procurarsi il cibo: si avvicina ad altri pesci (anche molto grossi) imitando nei colori e nei movimenti i pulitori, riuscendo così strappare scaglie, pelle e muco ai malcapitati.